# Lame d'air
Pour les articles homonymes, voir Lame d'air (homonymie).

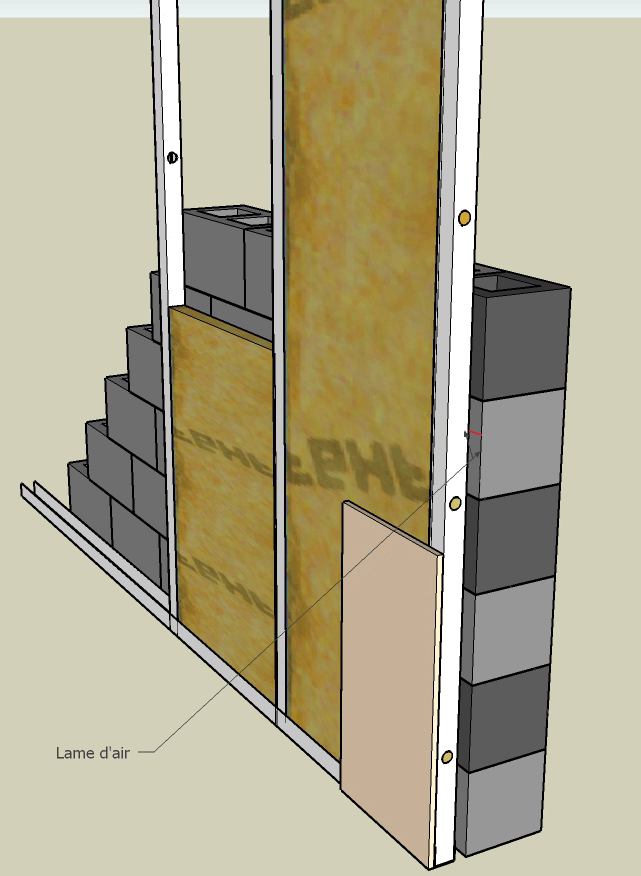
Lame d'air entre un mur et un isolant thermique.

En construction, une lame d'air est un espace vide créé entre deux matériaux, pour éviter la transmission de bruit, de froid, de chaleur ou d'humidité.
Par exemple, pour réduire la transmission de bruit, pour réaliser une isolation phonique, on réalise une lame d'air dans une cloison séparant deux bureaux ; ou entre les deux murs (le mur porteur) de logements jumelés ; ou entre les deux vitres d'un double-vitrage. Cette lame d'air sera généralement non ventilée, la plus inerte possible.
Pour augmenter l'isolation thermique d'une paroi translucide ou transparente donnant sur l'extérieur, on réalise une lame d'air remplie de gaz inerte entre deux vitres. En thermie et dans la réglementation thermique, la lame d'air est prise en compte dans le calcul de l'isolation thermique globale d'une paroi. Cependant, les règles de calcul distinguent quatre types de lames d'air :
- les lames d'air inférieures à 30 cm, ventilées ou non ventilées ;
- les lames d'air supérieures à 30 cm, considérées comme des locaux non chauffés dans la réglementation thermique (avec un coefficient de déperdition b), ventilées ou non ventilées.

Pour préserver les matériaux de couverture, une lame d'air sépare l'isolation des rampants et favorise le refroidissement des tuiles et des ardoises. Pour les couvertures en plaques d'acier ou de zinc, la lame d'air doit être parfaitement dimensionnée.
En certaines circonstances, une lame d'air peut préserver les doublages intérieurs d'un mur porteur humide. Dans le cas où il est impossible de maîtriser le taux d'humidité d'un mur qu'il faut isoler, on réalise une lame d'air entre ce mur et l’isolant thermique (laine de verre, laine de roche, etc.). Si la paroi est perméable à la vapeur (ou autrement dit perspirante) ou si la lame est ventilée correctement, la lame d'air facilite l'élimination de la vapeur d'eau, en évitant la transmission d'eau liquide au point de contact entre l'isolant et la paroi extérieure, là où il y a de l'eau liquide du fait d'une infiltration ou de condensation.